# مستشفى عام
المستشفى العام أو المستشفى الحكومي، هو مستشفى تملكه الحكومة ويتم تمويله بشكل رئيسي من خلال الأموال التي تجمعها الحكومة من الضرائب. في معظم الدول المتقدمة باستثناء الولايات المتحدة، يقدم هذا النوع من المستشفيات الرعاية الطبية شبه مجانية للمرضى، حيث تغطي الحكومة النفقات ورواتب العاملين . يمكن أن تكون ملكية المستشفى على مستوى محلي، بلدي، ولاية، إقليمي، أو وطني، وقد تكون الخدمات متاحة لغير المواطنين أيضًا.

## مصر
المستشفيات العامة في مصر هي مؤسسات طبية تملكها وتديرها الحكومة المصرية، ويتم تمويلها بشكل رئيسي من خلال الضرائب والميزانية العامة للدولة. تُعد هذه المستشفيات جزءًا أساسيًا من نظام الرعاية الصحية في مصر، حيث تقدم خدمات طبية بتكلفة منخفضة أو مجانية للمواطنين، بهدف ضمان الوصول إلى الرعاية الصحية لجميع الفئات، بما في ذلك الشرائح ذات الدخل المحدود. تشمل المستشفيات العامة المستشفيات التابعة لوزارة الصحة والسكان، المستشفيات الجامعية، وبعض المستشفيات المتخصصة التابعة لهيئات حكومية أخرى.
بدأت المستشفيات العامة في مصر بشكلها الحديث في القرن التاسع عشر خلال عهد محمد علي باشا، الذي أسس أولى المؤسسات الطبية الحديثة لخدمة الجيش والمواطنين. في القرن العشرين، ومع تطور النظام الصحي، توسعت شبكة المستشفيات العامة لتشمل معظم المحافظات، مع تركيز على تقديم الخدمات الأساسية والطارئة. خلال فترة الخمسينيات والستينيات، شهد القطاع الصحي العام دعمًا كبيرًا ضمن سياسات الدولة الاشتراكية، مما أدى إلى زيادة عدد المستشفيات والأسرّة الطبية.
ومع ذلك، منذ الثمانينيات، واجهت المستشفيات العامة تحديات بسبب محدودية التمويل، مما أدى إلى انخفاض جودة الخدمات في بعض الحالات وزيادة الاعتماد على القطاع الخاص. في السنوات الأخيرة، تسعى الحكومة المصرية إلى تحسين القطاع الصحي العام من خلال مبادرات مثل نظام التأمين الصحي الشامل الذي بدأ تطبيقه تدريجيًا منذ عام 2018 وبحلول عام 2023 بلغ عدد المستشفيات الحكومية في مصر 664 مستشفى 